# Pierre Dumanoir Le Pelley
Pour les articles homonymes, voir Pelley et Dumanoir (homonymie).
Pierre Dumanoir Le Pelley, comte Dumanoir, né à Granville (Manche) le 2 août 1770, et mort à 58 ans à Paris dans la nuit au 6 au 7 juillet 1829 est un vice-amiral français des XVIIIe et XIXe siècles.

## Biographie
Pierre Étienne René Marie Dumanoir Le Pelley descend d'une très ancienne famille de la bourgeoisie granvillaise, qui avait jadis gagné dans les armements maritimes une fortune considérable et sera anoblie par le roi Louis XVIII,.
Son père, Louis Pierre Étienne Le Pelley (1733-1807),, sieur du Manoir, est un capitaine corsaire, armateur et bourgeois de Granville. Il est le fils de Pierre Robert Le Pelley, capitaine d'infanterie, sieur des Fontenelles, frère d'Hervé Le Pelley (1699-1739) dont le fils est Georges-René Pléville Le Pelley (1726-1805).
Sa mère, Jeanne Élisabeth Lucas de Lezeaux (1744-1819) est la fille de Charles Marie, écuyer, seigneur de Lezeaux, seigneur honoraire de Saint Pair et de Saint Aubin des Préaux dans la paroisse de Saint-Pair-sur-Mer.

### Jeunesse et débuts

#### Un avancement rapide
Pierre Dumanoir Le Pelley entre à dix-sept ans dans la marine en mars 1787 comme élève de port et sert dans les Antilles jusqu'en 1790. Nommé sous-lieutenant de port deux ans plus tard en avril 1789, il monte sur les frégates Pomone et Néréide, fait une campagne à la côte d'Afrique, passe sur la flûte Le Dromadaire en qualité d'enseigne et part pour Cayenne.
Lieutenant en 1790 et adjoint à l'état-major de l'amiral Martin, il prend part sur Le Sans-Culotte au combat que cet amiral livre aux Anglais sur l'océan ; il n'a pas encore vingt-trois ans lorsqu'il est nommé lieutenant de vaisseau en juin 1793,,.
Il obtient deux ans plus tard, en floréal an III, à moins de vingt-cinq ans, le grade de capitaine de vaisseau et le commandement du Berwick. Il fait partie de la division du contre-amiral Richery qui s'empare d'un grand convoi sur la Méditerranée et est chargé ensuite d'aller détruire les établissements de pêche anglais à Terre-Neuve,.

#### Un avancement controversé
Certaines biographies, laissent entendre que son avancement rapide s'expliquerait par son cousinage avec Georges-René Pléville Le Pelley.
Celui-ci, cousin germain de son père, de quarante-quatre ans son aîné, a certes été appelé à la commission de la marine pour être l'un des trois administrateurs qui préparent la loi du 3 brumaire an III (24 octobre 1794). En 1795, le Directoire le veut déjà comme ministre de la Marine, mais il refuse. Truguet est désigné et Pléville-Le-Pelley reste en réquisition auprès de lui comme chef de division. Le Directoire finit par le convaincre d'accepter et le nommet ministre français de la marine et des colonies le 1er fructidor an V (18 août 1797). Pléville donne pourtant sa démission de ministre le 8 floréal an VI (27 avril 1798) en raison d'un désaccord avec Bonaparte sur la campagne d'Égypte et après avoir prédit le désastre d'Aboukir du 2 août 1798.
Au moment où son cousin germain devient ministre, Dumanoir est déjà capitaine de vaisseau depuis deux ans. Comme beaucoup de ses homologues, il aura bénéficié surtout des avancements accélérés de la marine révolutionnaire à laquelle l'émigration vient d'enlever un grand nombre d'officiers,.

### Sous le Directoire
Le 15 décembre 1796, une flotte forte de 17 vaisseaux, 14 frégates, 6 corvettes ou avisos, 6 gabarres et 20 transports et 21 000 soldats, placés sous les ordres du général Hoche, sort de Brest pour l'expédition d'Irlande. Dumanoir commande, sous les ordres du contre-amiral Bouvet, le vaisseau La Révolution,. Dès son départ, l'armée se trouve disloquée, par suite de la ruse d'une frégate anglaise qui donne, dans l'obscurité de la nuit du 16 au 17, de faux signaux à une partie des bâtiments français. Des feux brûlés et des coups de canon trompent 6 vaisseaux et 6 frégates, qui continuent leur route, au lieu d'obéir au vice-amiral qui leur ordonne de faire vent arrière.
Le jour venu, Morard de Galles et Hoche, montés sur la frégate la Fraternité, se trouvent seuls et se rendent vers la baie de Bantry, désignée pour le rendez-vous de l'armée. Sur le point d'y arriver, ils rencontrent le vaisseau la Révolution et la frégate la Scévola en train de couler bas d'eau. Dumanoir recueille une partie de l'équipage,. La flotte éparpillée, sans chef, s'est dirigée, navire par navire, vers la baie de Bantry où les bâtiments y ont attendu pendant quelques jours, puis, impatients, sont partis à la débandade. Hoche doit battre en retraite.
Tandis que les armées de la République remportent partout des victoires sur le continent, les flottes de l'Angleterre triomphent
sur chaque mer. Dumanoir n'a pas encore vingt-sept ans quand le Directoire le nomme chef de division en ).
En l'an VI, Dumanoir concourt aux préparatifs du départ de la flotte pour la campagne d'Égypte. Le 19 mai 1798, la flotte part de Toulon commandée par le vice-amiral Brueys. Le contre-amiral Gantheaume est major général de l'escadre. Trois autres contre-amiraux commandent les divisions de la flotte : Blanquet-Duchayla dirige l'avant-garde ; Villeneuve, l'arrière-garde ; Decrès, l'escadre légère. Dumanoir monte le vaisseau Le Dubois et est chargé de la direction du convoi attaché à l'armée.
Le 1er juillet 1798, l'armée française arrive devant Alexandrie sans avoir aperçu une seule voile ennemie. Le débarquement se fait aussitôt, et les troupes marchent sur Alexandrie prise le lendemain. Bonaparte nomme Dumanoir commandant du port,. Le vice-amiral Brueys mouille sa flotte au nord-est d'Alexandrie aussi près que possible de l'îlot d'Aboukir, protégé par une batterie.
L'amiral anglais Nelson arrive le 1er août 1798 devant Aboukir, où flotte le drapeau tricolore. Brueys croit si peu au retour des Anglais qu'il n'a envoyé aucune de ses frégates croiser au large, pour signaler l'apparition de l'ennemi. Il est bien surpris de les voir arriver. Rien n'est prêt pour une bataille, les chaloupes et une partie des équipages sont à terre. Les combats d'Aboukir durent 2 jours, du 1er au 2 août 1798, et le désastre, qui s'ensuit porte un coup terrible à la considération et à la puissance de la marine française.
Le 5 août de l'année suivante, Bonaparte, qui a compris qu’on a besoin de lui à Paris et qu’il y serait bien reçu
, ordonne à Dumanoir ainsi qu'au contre-amiral Gantheaume – mais sans les mettre dans sa confidence – d'accélérer les approvisionnements des deux anciennes frégates vénitiennes, La Muiron et La Corrèze, déjà armées et équipées, et de lui donner avis des mouvements de la croisière anglaise,.
Le 21 août 1799, Bonaparte arrive à Alexandrie. Le 22, il monte à bord de La Muiron commandée par Larue et le 23, on met à la voile. La Muiron porte le général Bonaparte, le contre-amiral Gantheaume, Berthier, Andréossi, Monge, Berthollet, Denon, Lavalette et Bourienne,. Dumanoir commande La Corrèze qui a embarqué Lannes, Murat, Marmont et Parceval-Grandmaison,. Le 8 octobre 1799, Bonaparte débarque à Fréjus.

### Sous le Consulat
Le coup d'État du 18 Brumaire marque la fin du Directoire et de la Révolution française et le début du Consulat. À cette occasion, Dumanoir reçoit en récompense pour sa participation un sabre comme récompense nationale, puis il est élevé quelques mois plus tard à vingt-neuf ans au grade de contre-amiral en . Il commande durant l'an IX plusieurs divisions à Brest puis à Cadix où il est chargé des détails relatifs aux armements,.
Au printemps de l'année 1801, 4 vaisseaux de la division de Toulon sont envoyés à Cadix pour y rejoindre les divisions du contre-amiral Dumanoir. Cette petite escadre est commandée par Charles Alexandre Léon Durand de Linois, le seul marin du Consulat et de l'Empire qui puisse se glorifier d'une victoire et qui a fait toutes les guerres de l'Indépendance américaine. Le 3 juillet 1801, à peu de distance de Gibraltar, Linois voguant vers Cadix s'empare d'un brick anglais commandé par lord Cochrane, qui lui apprend qu'une forte division ennemie bloque le port vers lequel il se dirige.
L'amiral sir James Saumarez reçoit l'ordre de se porter immédiatement sur le détroit avec une division de 6 vaisseaux, pour s'opposer au passage des français. Ne voulant point se hasarder à lutter contre un adversaire bien plus fort que lui, Linois prend position sous les remparts d'Algésiras ; la première bataille d'Algésiras commence le 6 juillet 1801. Le combat, commencé à huit heures quinze du matin, se continue jusqu'à deux heures avec un acharnement égal des deux côtés. La victoire de Linois ne reçoit pas la récompense qu'elle mérite,.
Cette victoire n'est que le premier épisode de l'expédition du contre-amiral Linois ; ses vaisseaux ont trop souffert pour songer continuer sur Cadix. De son côté, l'amiral Saumarez, réfugié à Gibraltar, est impatient de réparer l'affront d'une défaite aussi imprévue ; avec une rapidité
extraordinaire, il répare ses navires et remplace par des matelots de choix les pertes qu'il a essuyées.
Linois n'apporte pas moins d'activité à réparer ses navires, mais, moins heureux que son adversaire, il ne parvient pas à se procurer de matelots et sa position devient difficile. Il écrit au contre-amiral Dumanoir et au capitaine général Mazaredo pour leur demander du secours ; un long temps s'écoule avant de recevoir une réponse ; les Espagnols redoutent en effet de sortir de Cadix. Perdant patience, Linois se plaint avec aigreur de leur inaction,.
La lenteur des Espagnols produit les résultats prévus par Linois ; la flotte anglaise est prête au combat lorsque les français sortent d'Algésiras le 12 juillet 1801, à deux heures de l'après-midi pour rejoindre Cadix. La deuxième bataille d'Algésiras commence et la lutte dure longtemps, acharnée, furieuse. À midi et demi le lendemain, l'escadre britannique gagne le large ; le même jour, à deux heures après-midi, le Formidable est le dernier vaisseau français à entrer dans le port de Cadix, aux cris d'enthousiasme d'une population qui, du haut des remparts et de la plage, a assisté au combat.
Aussitôt la paix d'Amiens signée le 25 mars 1802, Bonaparte s'occupe de reprendre la riche colonie française de Saint-Domingue, en révolte contre la France depuis plus de huit années. C'est l'expédition de Saint-Domingue dont Dumanoir fait partie,. Le 11 décembre 1803, le contre-amiral Dumanoir est fait membre de la Légion d'honneur,. En rade à Toulon sur le Formidable, il a sollicité le 24 brumaire an XII (16 novembre 1803) son cousin germain, alors sénateur, lequel est intervenu le 6 frimaire an XII (28 novembre 1803) auprès de Lacépède, grand chancelier de l'ordre et également sénateur.

### Sous l'Empire
L'Empire français est proclamé le 18 mai 1804 par senatus consulte. Le contre-amiral Dumanoir est promu commandant de la Légion d'honneur le 14 juin 1804. À la mort de l'amiral Latouche-Tréville le 20 août 1804, il est à bord du Formidable et commande provisoirement l'escadre de Toulon et espère en conserver le commandement. Mais l'Empereur y appelle le vice-amiral Villeneuve. On ne sait alors à quoi attribuer cette mesure ; une lettre de Napoléon, datée du 28 août 1804 en donne les raisons :

« Saint-Cloud, 10 fructidor an XII.

Monsieur Decrès, ministre de la marine,

Il me semble qu'il n'y a pas un moment à perdre pour envoyer un amiral commander l'escadre de Toulon. Elle ne peut être plus mal qu'elle n'est aujourd'hui entre les mains de Dumanoir, qui n'est ni capable de maintenir la discipline dans une aussi grande escadre, ni de la faire agir. Il me paraît que, pour commander cette escadre, il n'y a que trois hommes : Bruix, Villeneuve et Rosily… »

Le premier soin de l'Empereur est alors de terminer ses immenses préparatifs de descente en Angleterre ; Boulogne devient le quartier-général de cet armement. Une flottille est répartie entre Boulogne, Étaples et Wimereux. Dans les plans de Napoléon, l'amiral Villeneuve, sorti de Toulon, avec toutes les forces de ce port, doit rallier en passant l'escadre espagnole de l'amiral Gravina à Cadix, aller aux Antilles, y attirer Nelson, remonter vers l'Europe, quand on le croirait parti, peut-être pour frapper un grand coup sur l'Inde anglaise, débloquer l'escadre du Ferrol, celle de Brest, enfin, entrer dans la Manche avec cinquante vaisseaux, qui resteraient maîtres du détroit, jusqu'au moment où l'amirauté anglaise aurait pu réunir ses flottes éparses sur toutes les mers. Mais avant ce moment la flottille française partie de Boulogne est passée, et avec elle, cent cinquante mille soldats et le sort du monde.
D'abord tout réussit à souhait. Nelson, qui surveille Toulon, est trompé. Tandis qu'après avoir perdu du temps à chercher où est passée la flotte française, il court après elle au fond du golfe du Mexique, Villeneuve revient en Europe et, le 22 juillet 1805, il se dirige vers Ferrol, quand il rencontre à environ 120 milles du cap Finisterre l'escadre du vice-amiral Calder qui bloque le port. Dumanoir est âgé de trente-cinq ans ; depuis le départ de Toulon il fait partie de l'escadre de Villeneuve en tant que contre-amiral commandant le Formidable. Dans ce combat il se trouve placé derrière le navire amiral en treizième position ; son vaisseau n'est pas engagé dans la canonnade,.
Le combat s'engage par une brume épaisse ; l'issue de cette bataille est incertaine et plutôt à l'avantage de l'amiral français. Après avoir débloqué l'escadre du Ferrol, Villeneuve peut continuer sa route et accomplir le plan de Napoléon. Le 1er août 1805, au moment où il se dispose
à entrer dans le port de Ferrol, il reçoit l'ordre de prendre le large immédiatement. De nouvelles instructions lui prescrivent de se diriger
sur Brest, de livrer une bataille à l'armée qui bloque ce port et de faire détruire sa flotte au besoin, pour permettre à celle de Brest de sortir. Villeneuve part aussitôt. Arrivé, le 10 août 1805, dans la baie d'Arès, qui touche la rade de la Corogne, il en ressort le lendemain et rallie un renfort de plusieurs vaisseaux français et espagnols. Mais au lieu de se rendre à Brest conformément aux ordres reçus, il fait route pour Cadix afin d'y réparer ses avaries où il arrive le 17 août et s'y trouve bientôt bloqué.
Pendant ce temps, le vice-amiral Ganteaume l'attend avec impatience devant Brest, ainsi que le contre-amiral Allemand, avec sa division surnommée l'Invisible. L'anxiété de Napoléon est extrême. Tout son monde est prêt. Depuis deux ans, l'armée et la flottille répètent les exercices d'embarquement. Les vivres, les munitions sont à bord et sur un signal, cent cinquante mille soldats, les meilleurs du monde, peuvent franchir le détroit. On peut juger de la colère de l'Empereur, quand il apprend que, par la timidité de Villeneuve, son plan si bien conçu, si bien exécuté jusqu'ici, qui doit lui livrer son implacable ennemi, vient d'échouer,.
Napoléon fait faire aussitôt volte-face à son armée et lance ses troupes sur le Rhin pour la campagne de 1805. Mais pour perpétuer le souvenir du camp de Boulogne, il ordonne l'érection d'une colonne qui domine encore la fameuse plage d'où les aigles impériales menaçaient l'Angleterre.
Villeneuve retiré à Cadix avec les escadres combinées de France et d'Espagne, apprend que l'Empereur vient d'expédier par terre le vice-amiral de Rosily pour le remplacer dans son commandement. Averti secrètement par le ministre de la marine Decrès, il espère prévenir cette disgrâce par un coup d'audace, et Villeneuve, jusqu'à ce jour si irrésolu, prend le parti d'aller se jeter tête baissée dans l'ennemi, plutôt que de rentrer en France avec une marque de honte sur le front. Le 21 octobre 1805, Villeneuve rencontre l'escadre anglaise à la hauteur du cap Trafalgar. Sa flotte compte trente-trois vaisseaux, cinq frégates et deux bricks. Nelson ne peut mettre en ligne que vingt-sept vaisseaux, mais la plupart de ses bâtiments sont plus forts que les nôtres et les Anglais ont un nombre égal de bouches à feu.
Villeneuve s'est formé sur une seule ligne ; Nelson range ses vaisseaux en deux colonnes pour couper la ligne de l'ennemi. La première colonne commandée par l'amiral Collingwood, attaque seule seize de nos vaisseaux et cherche à les envelopper. La colonne de Nelson, composée de douze vaisseaux, fond sur sept autres. Dix des navires français, retenus par un vent contraire toute la journée, ne peuvent prendre part à l'action générale. Le mode d'attaque imaginé par Nelson déroute complètement les alliés. L'amiral anglais a combiné son plan en calculant le temps qu'il faudrait aux vaisseaux non attaqués pour se porter au secours de leurs compagnons. Il réussit d'autant mieux que presque tous les capitaines resteront immobiles, surtout ceux de l'avant-garde, qui attendront d'être attaqués pour combattre.
Dumanoir est à bord du vaisseau Le Formidable d'où il commande une division d'abord placée à l'arrière-garde où règne la plus épouvantable confusion. Mais à la suite d'un virement lof pour lof, sa division se retrouve à l'avant-garde de la flotte franco-espagnole et est épargnée par l'attaque de Nelson qui coupe le centre et l'arrière-garde. Pendant deux heures il semble ignorer les signaux de Villeneuve pour soutenir le centre de la flotte submergée par l'escadre de Nelson et reste spectateur immobile de l'action , malgré les vaisseaux sous ses ordres.
Seuls l'Intrépide du capitaine Infernet et le Neptuno du capitan Valdés lui désobéiront et se jetteront au cœur de la bataille, à leur perte. Les quatre autres vaisseaux de Dumanoir croiseront à petit distance et s'éloigneront sans avoir beaucoup combattu. La fatalité poursuit jusqu'à la fin les débris de l'escadre française. Ces 4 vaisseaux, revenant en France, rencontrent, le 5 novembre, une flottille ennemie de 4 vaisseaux et 4 frégates, sous le cap Ortegal. Dumanoir soutient, contre le commodore Strachan, un combat qu'il a cherché à éviter, perd ses quatre vaisseaux forcés de se rendre après un combat sanglant de près de cinq heures et blessé à la tête, tombe au pouvoir des Anglais. Le Duguay-Trouin, le Formidable, le Mont-blanc et le Scipion sont conduits à Plymouth,,.
Il reste quelque temps prisonnier sur parole et revient en France où sa conduite lors de la campagne de Trafalgar est vivement condamnée, en particulier par certains des capitaines rescapés (Lucas, Infernet, et Villeneuve lui-même). Renvoyé devant un conseil d'enquête puis devant un conseil de guerre maritime en mars 1810, il est acquitté,.

### La disgrâce et l'exil
L'Empereur refuse de l'employer tant il éprouve, comme l'opinion publique, de prévention contre lui. Mais en 1811, il le nomme commandant de la marine à Dantzig et le charge de la direction des convois sur la Vistule. Pendant le blocus de Dantzig, il rend des services. Après un an de siège, la place capitule et Dumanoir, qu'un éclat de bombe a blessé à la tête, est emmené prisonnier à Kiev. C'est de là qu'il envoie son adhésion aux actes du sénat qui prononcent la déchéance de l'Empereur et le rappel des Bourbons,.

### Le retour en France

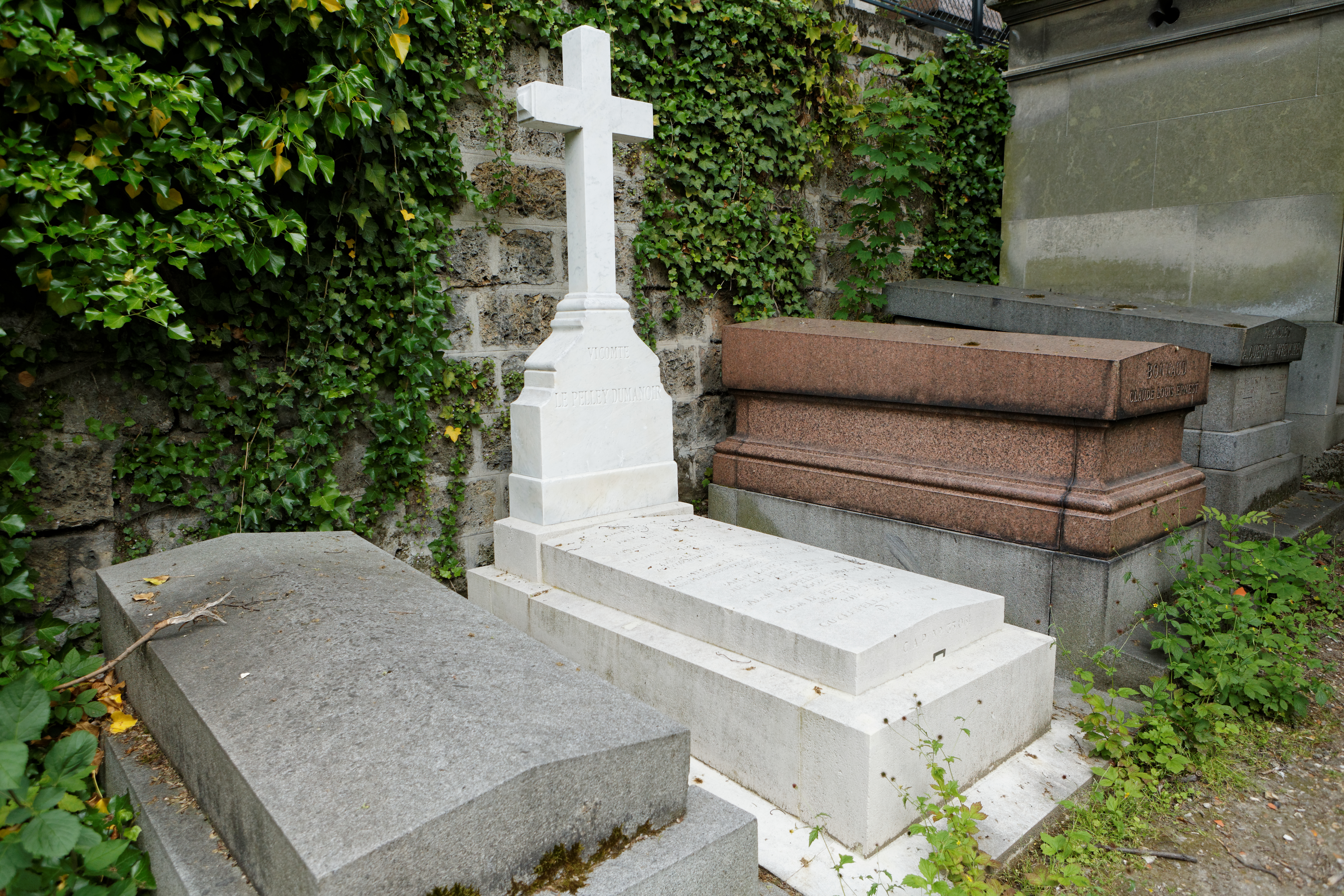
Tombe au cimetière du Père-Lachaise.

Rentré en France au mois de juillet 1814, il reçoit du roi Louis XVIII lors de la première restauration le titre de comte, par lettres patentes du 2 décembre 1814 ; il est fait chevalier de Saint-Louis en 1815. Il commande ensuite la division navale qui conduit le marquis de Rivière, ambassadeur de Louis XVIII à Constantinople. Une ordonnance du 22 août 1816 avait réduit le nombre des contre-amiraux de 21 à 12. En 1817, conformément à cette ordonnance, la liste des officiers généraux qui doivent être conservés est dressée : Dumanoir y figure le premier,.
Le 24 avril de la même année, il est élevé à la dignité de grand officier de la Légion d'honneur. Louis XVIII le nomme vice-amiral en 1819 et, le 23 août 1820, commandeur de Saint-Louis,.
Durant la Seconde Restauration, Dumanoir est élu le 22 août 1815 député du collège de département de la Manche à la Chambre introuvable – 1re législature du 7 octobre 1815 au 5 septembre 1816 – et siège au centre. Réélu le 20 septembre 1817 – 2e législature du 4 novembre 1816 au 24 décembre 1823 – il conserve son mandat jusqu'au 17 août 1822 siégeant obscurément au centre,,.
Il meurt subitement à Paris dans la nuit du 6 au 7 juillet 1829, et est inhumé au cimetière du Père-Lachaise (19e division).